# علیقلی جبادار

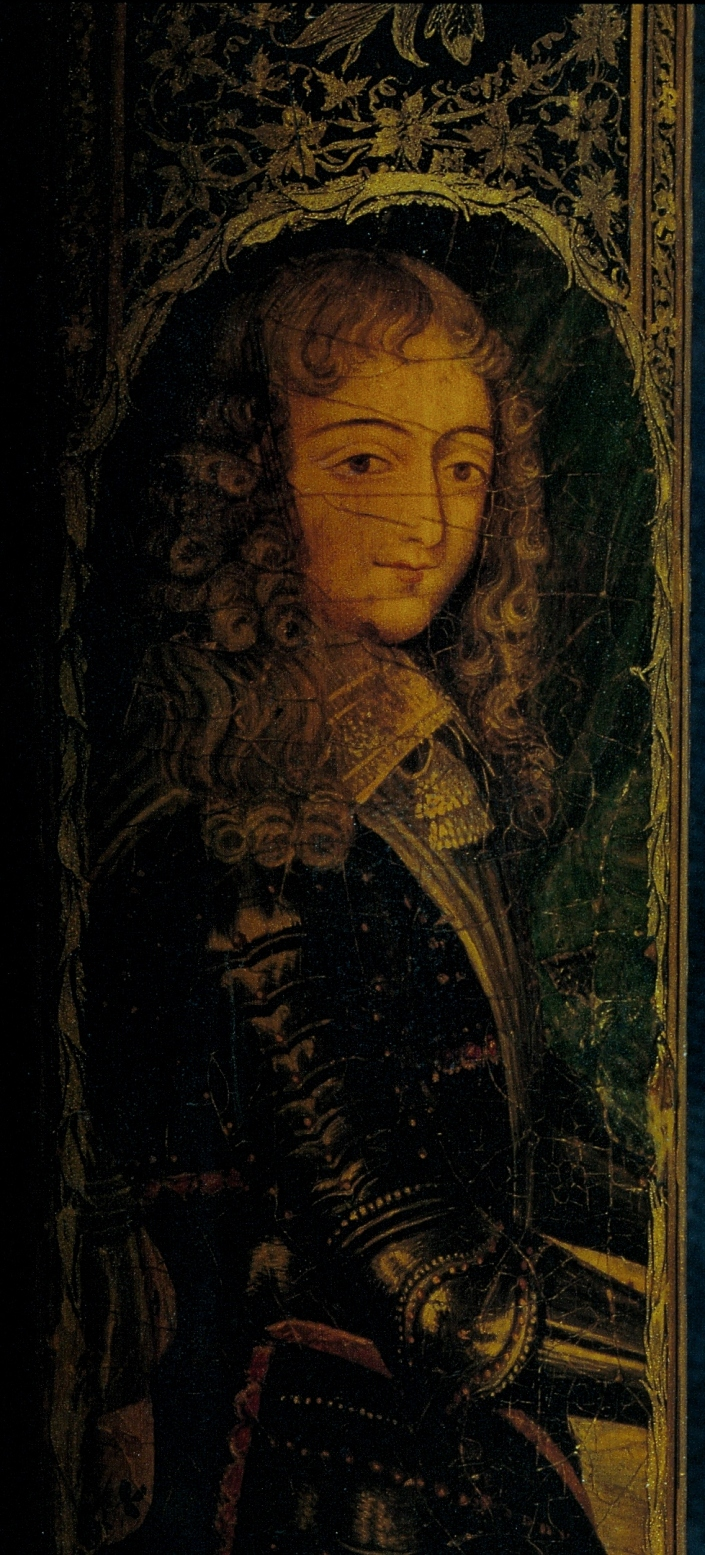
اثری از جبه‌دار، قرن هفدهم میلادی، موزه آرمیتاژ سن پترزبورگ

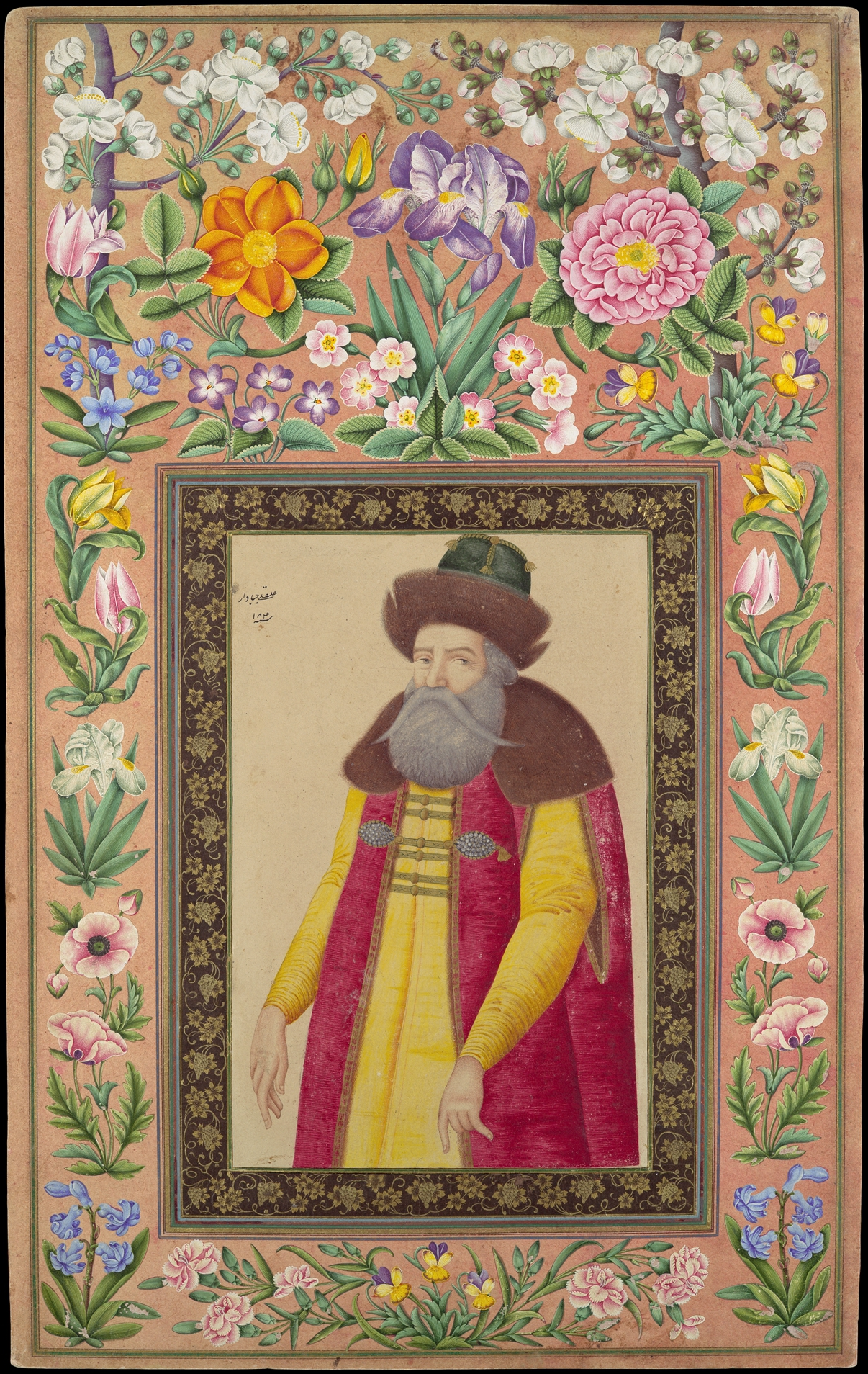
تصویر سفیر روس اثر علی‌قلی جبه‌دار

علیقلی جابادار (به گرجی: ალი-ყული ჯაბადარი) (جاباداری یک نام خانوادگی گرجی) مهم‌ترین نقاش فرنگی‌ساز اواخر قرن هفده و اوایل قرن هجده ایران است. وی تکنیک‌های ایرانی و اروپایی را توأمان و در کنار هم به کار می‌برد. این هنرمند به نام‌های علی‌قلی بیگ فرنگی و علی‌قلی جبه‌دار عباسی و علی‌قلی آرنااوت و علی‌قلی بیگ ارناوت نادری اصفهانی در هنر تصویرسازی ایران شهره بوده‌است.

## تاریخچه هنرمندان ایران
منابع تاریخی در خصوص هنرمندان، در دوران صفوی، افشار، زند و قاجار بسیار ضعیف‌اند. تنها در تذکرهٔ آتشکده آذر اثر لطفعلی آذر بیگدلی از علی‌قلی جبادار یاد شده، که در شرحی مختصر از «محمدعلی بن عبدل ابن علی‌قلی بیگ جبه‌دار» (جبادار) با نام مستعار «علی - فرنگ» نام برده، و مدعی‌است که وی مسیحی زاده‌ای بود، که به اسلام گرویده، و در اصفهان نقاش دربار صفوی بوده‌است. (فرنگ در اینجا اشاره به فرنگی‌سازی نقاش است). لطفعلی همچنین گزارش کرده که جبه‌دار با سمت «نقاش باشی» در دربار شاه تهماسب دوم و نادر شاه افشار خدمت کرده، اما پس از تحلیل رفتن بینایی‌اش، در مازندران به سال ۱۷۵۰ میلادی درگذشته‌است.

## تبار
برخلاف آنچه که عده‌ای معتقدند که «جبه‌دار مسیحی و از مردم آرنااوت (آلبانیای قفقاز) بوده که در زمان شاه عباس دوم صفوی (۱۰۵۲–۱۰۷۷ ق) به ایران آمده، تغییر مذهب داده و در بدایت حال به جبه‌خانه (اسلحه‌خانه) دولتی راه یافته‌است»، دکتر یعقوب آژند بر این باور است که وی فرنگی (اروپایی) نبوده، بلکه از اهالی گرجستان بوده‌است. (در دورهٔ صفوی مسیحیان آن دیار را فرنگی می‌نامیدند). وی نواده قرچقای‌خان گرجی، سپهسالار کل قشون ایران و حاکم مشهد در دوره شاه‌عباس اول است.
قرچقای یا قرچغای‌خان‌دوم، فرزند منوچهر خان و نوهٔ قرچقای‌خان‌اول، سپهسالار سپاه شاه‌عباس‌اول، خود از پشتیبانان هنر کتاب آرایی محسوب می‌شد؛ چنان‌که شاهنامه قرچغای خان (شاهنامهٔ وینزور) به دستور وی و احتمالاً توسط محمد قاسم و محمد یوسف نگارگر کتاب آرایی شده‌است. این شاهنامه که از خاندان قرچقای به دست حاکمان هرات افتاده بود، به خاطر سپاسگزاری از حمایت قشون انگلیس از حکام یاد شده به هنگام محاصرهٔ هرات توسط قشون قاجار، به رسم تحفه به دربار بریتانیا فرستاده شده، و هم اینک در گنجینهٔ قصر سلطنتی وینزور بریتانیا نگهداری می‌شود.
پسر جبه‌دار، با نام محمدعلی‌بیگ نیز نقاش بود، و در زمان سلطنت نادر شاه به سمت نقاش‌باشی دربار یا رئیس کارگاه نقاشی دربار نادرشاه منصوب شد.

## سبک
جبه‌دار در مکتب تحول یافتهٔ نقاشی صفوی (که در دورهٔ قاجار به «ایرانی سازی» شهرت یافته) جزو پیشگامان و استادان بنام محسوب است و با محمد زمان اول معاصر و در سبک نقاشی هماهنگ و هم سلیقهٔ او بوده‌است. از همزمانان او می‌توان محمد قاسم و استاد محمد و محمد ابراهیم و محمد مسیح را نیز نام برد.
این نقاش در نازک قلمی و رنگ آمیزی و ملاحت کار، در شمار استادانی‌ست که کارهایش دارای شهرت فراوان بود.
به سبب مقام و منزلت آباء و اجداد علی‌قلی در دربار صفوی، در سال ۱۰۴۹ یا ۱۰۵۰ هجری. به سمت کتاب‌دار خاصه شاه صفی و شاه عباس دوم برگزیده می‌شود. او منصب جبه‌داری و نقاش‌باشی دربار را نیز کسب می‌کند. در زمان شاه‌عباس ثانی اسلوب فرنگی‌سازی را از نقاشان هلندی مشغول در دربار همچون فیلیپس انجل، لوکار، رمیان، یان‌دوهارت و غیره فرا می‌گیرد و گاهی نیز به تقلید از نقاشان طبیعت‌گرای هندی نظیر گواردهان می‌پردازد یا از تصاویر چاپی اروپایی بهره می‌گیرد و آثاری می‌آفریند که امروزه به سبک فرنگی‌سازی شهرت دارد. در کنار او نقاشان دیگری چون شیخ عباسی، بهرام سفره‌کش و غیره هم کار می‌کرده‌اند.
وی به سبب آشنایی با نقاشی اروپایی، در تحول سبک، از مینیاتور صفوی به شیوهٔ ایرانی‌سازی، در شمار پیشگامان است. همچنین در مکتب هند و ایران نیز دست داشته، و آثاری در این مکتب از او به یادگار مانده‌است. علی قلی، تک‌صورت را بسیار لطیف می‌ساخت و عمارات تاریخی و منظره‌ها را با لطافت و رعایت نزدیک نمایی و دورنمایی (پرسپکتیو) استادانه به تصویر می‌کشید. علاوه بر این در تصویرسازی جانوران نیز توانا بود. قلمدانهای کار او از نوع بهترین قلمدان‌های عصر صفوی محسوب می‌شود. عمده‌ترین آثارش در آبرنگ بوده، اما در رنگ روغن نیز مهارت داشت.

## آثار

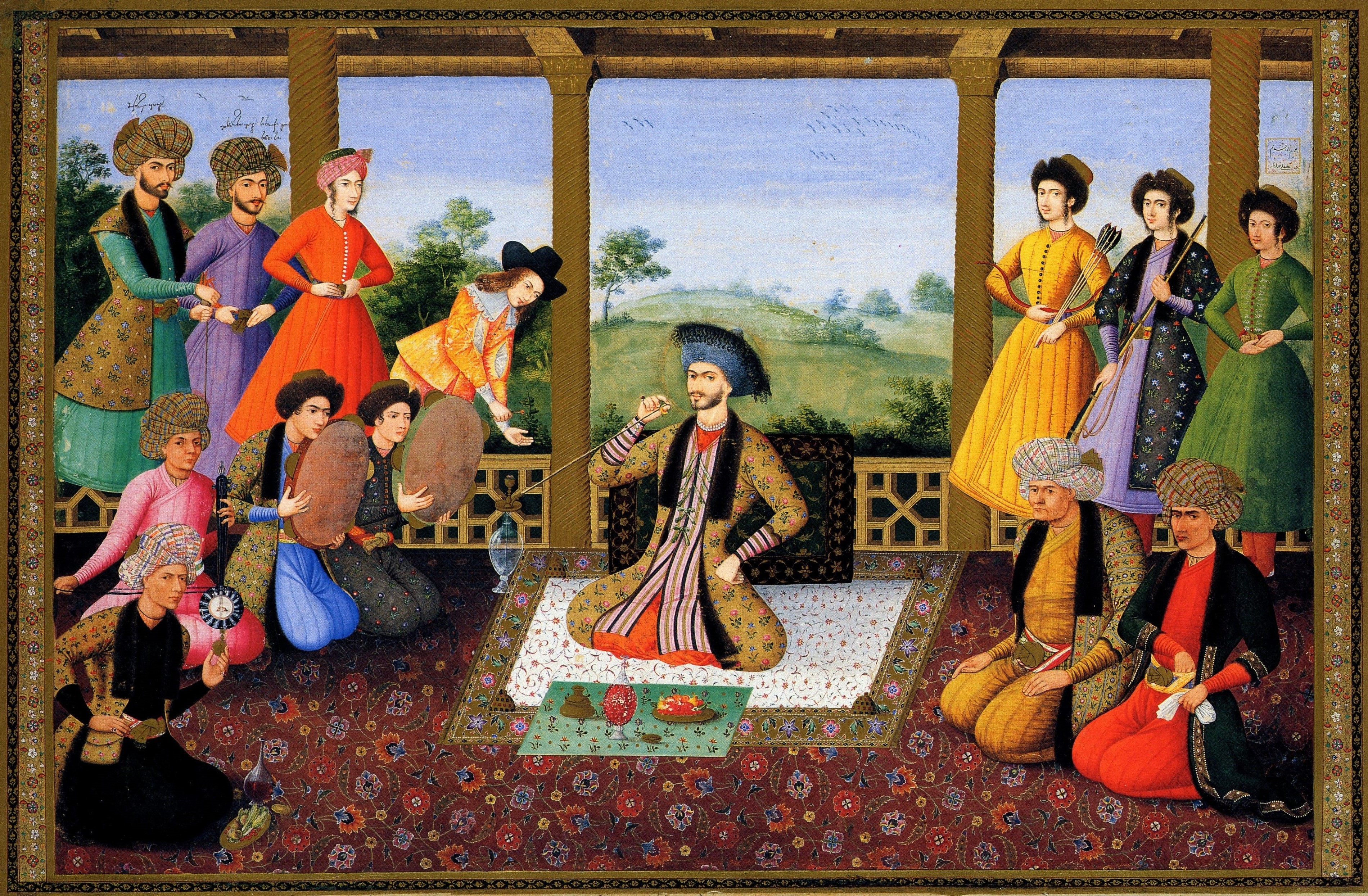
شاه سلیمان و درباریانش در اصفهان، ۱۶۷۰ میلادی. دو فرد گرجی در گوشه سمت چپ بالای تصویر و نام‌هایشان به زبان و الفبای گرجی. اثر علی قلی جبه‌دار از مؤسسهٔ شرق‌شناسی سن پترزبورگ

- تصویر اجتماع درویشان و نوازندگان در مهتاب شبانه که در صحن باغی جمع شده‌اند و رقم "عمل علی‌قلی بیک جبادار" دارد؛
- تصویر زن جوانی که نیم تاج جواهرنشانی به‌سر گذاشته و در روی چهارپایه‌ای نشسته‌است و چنین رقم دارد: "رقم علی‌قلی جبادار به تاریخ شهر صفر… در دارالسلطنهٔ قزوین مرقوم شد. رقم کمترین غلامان علی‌قلی جبادار سنه ۱۰۸۵"؛
- تصویر مجنون که در حالت افسردگی و خستگی است و چنین رقم نوشته: "رقم علی‌قلی سنه ۱۱۲۹".[۱]
- تصویری از شاهزاده را روی تخت: شاهزاده‌ای جوان، روی ایوانی که شبیه به ایوان چهل ستون در اصفهان است نشسته و مشغول شراب خواری است. در طرفین ایوان از یک سو نوازندگان جوان مشغول رامشگری هستند، و از سوی دیگر صاحب منصبان جوانی با تفنگ و تیر و کمانشان مراقب حفظ وی می‌باشند. در سوی دیگر ایوان شاعران مترصدند که شعری در مدح امیر بسازند، و بخوانند، و یک فرنگی در این مجلس شرکت دارد این منظره ما را به یاد نوشته‌های «شاردن» و «تاورنیه» می‌اندازد و رابطه نزدیکی میان دربار شاه سلیمان و جهانگیر و پادشاهان قاجاریه به وجود می‌آورد.[۶]
- در «احوال و آثار نقاشان» به بیست اثر دیگر وی اشاره شده‌است.[۱]
- هم اینک سه اثر وی در موزه متروپولیتن[۷] و چهار اثر در موزه آرمیتاژ نگهداری می‌شود.

## دو نقاش همنام

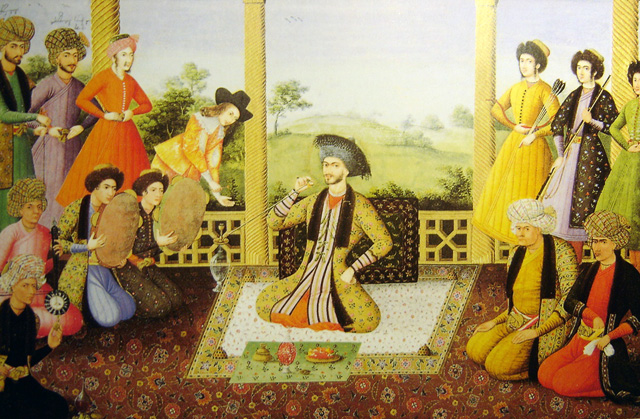
تصویر شاه سلیمان صفوی سفیر اثر علی‌قلی جبه‌دار

در میان نگارگران ایران دو تن به نام «علیقلی» نامدار هستند که هردو از استادان چیره‌دست زمان خود بوده و آثار ارزشمندی به عالم هنر عرضه کرده‌اند.
نخستین ایشان همین «علیقلی جبه‌دار یا جبادار» معروف به «آرنااوت» است که گویا آلبانی‌تبار ولی پرورش یافته در ایران است و معاصر «شاه سلیمان» و «شاه سلطان حسین» صفوی ست، و تا اواخر سدهٔ یازده و اوایل سدهٔ دوازده می‌زیسته و به آفریدن آثار هنری می‌پرداخته‌است. لازم بذکر است در آن زمان آلبانیای قفقاز از ایالات ایران محسوب می‌شد و علی‌قلی ثانی هم از اتباع گرجستان بوده که آن بخشی از آن سرزمین هم در مقاطعی از تاریخ از ایالات ایرانی بشمار می‌رفت.

## برای مطالعهٔ بیشتر
- ʿAli Qoli Jebādār et l'Occidentalisme Safavide
- ʿALĪ QULĪ JIBĀDĀR AND THE ST PETERSBURG MURAQQAʿ: DOCUMENTING THE ROYAL LIFE?